# Resolució 1932 del Consell de Seguretat de les Nacions Unides
La Resolució 1932 del Consell de Seguretat de les Nacions Unides fou adoptada per unanimitat el 29 de juny de 2010. acordava prorrogar el mandat de diversos magistrats del Tribunal Penal Internacional per a Ruanda al mateix temps que es reafirmava en la necessitat de processar als inculpats, alguns d'ells fugits de la justícia. Per aquesta raó instava a més a tots els estats membres de l'Organització, especialment als estats riberencs dels Grans Llacs, a intensificar la seva col·laboració amb el Tribunal Internacional.
Els magistrats els mandats dels quals van ser prorrogats fins al 31 de desembre de 2012 "o fins que concloguin les causes al fet que han estat assignats, si succeís amb anterioritat," van ser els següents:
Magistrats de la Sala d'Apel·lacions:
- Mehmet Güney (Turquia)
- Andrésia Vaz (Senegal)

Magistrats permanents de la Sala de Primera Instància:
- Charles Michael Dennis Byron (Saint Kitts i Nevis)
- Khalida Rachid Khan (Pakistan)
- Arlette Ramaroson (Madagascar)
- William H. Sekule (Tanzània)
- Bakhtiyar Tuzmukhamedov (Rússia)

Magistrats ad lítem de la Sala de Primera Instància:
- Aydin Sefa Akay (Turquia)
- Florence Rita Arrey (Camerun)
- Solomy Balungi Bossa (Uganda)
- Vagn Joensen (Dinamarca)
- Gberdao Gustave Kam (Burkina Faso)
- Lea Gacuiga Muthoga (Kenya)
- Seon Ki Park (Corea del Sud)
- Mparany Mamy Richard Rajohnson (Madagascar)
- Emile Francis Short (Ghana)